# عاشت الجزائر
عاشت الجزائر هو فيلم فرنسي بلجيكي جزائري من إخراج نذير مقناش ، صدر عام 2004.

## القصة
جوسم في السابعة والعشرين من عمرها، لها عاشق متزوج، تتم لها عمليتان إجهاض. وتصبح أمًا، أمها بابيشا مغنية سابقة في الملاهى الليلية، يهددها المتطرفون، تتوه في شوراع الجزائر وتحس أنها بلا غد. فتقيم في فندق وتضع أحلامها في الشراب، وتتندر عليها فيفي العاهرة، وسمير العاطل.
تفاصيل الفيلم
- المخرج: نذير مقناش
- كاتب السيناريو: نادر مقنيش
- الموسيقى: بيير باستارولي
- تصوير: جان كلود لاريو
- الصوت: دانيال أوليفر
- التحرير: Ludo Troch
- الديكور: جاك بوفنوير
- الأزياء: أوليفييه بيريو وفابيان جوسيران
- المنتج: برتراند جور وناتالي ميسوريت
- شركات الإنتاج: BL Prod. و Gimages و Arte France Cinéma و Need Productions و Sunday Morning Productions
- شركة التوزيع: Les Films du Losange
- البلد الأصلي :  الجزائر -  فرنسا- _  بلجيكا
- اللغات الأصلية: الفرنسية والعربية
- تصنيف المسلسل: دراما
- التنسيق: اللون - 1.85: 1 - Dolby
- المدة: 113 دقيقة
- تواريخ الإصدار:
  - فرنسا  :19 مارس 2004(مهرجان فالنسيان) ؛7 أبريل 2004(إصدار وطني)
  - بلجيكا  :28 أبريل 2004
- تاريخ إصدار DVD:17 يناير 2005
- التصنيف: ممنوع للأطفال دون سن 12

## الأدوار
- بيونة  : بابيشا
- لبنى أزابال بدور قصيم
- نادية قاسي بدور  فيفي
- عادل بوعناني
- جليل الناصري  : سمير
- عباس الزهماني  : شوشو
- لونس تزيرت  : الدكتور أنيس ساس
- زيزق بلقبلة  : غريب ملهى ليلي
- أكيم إسكر ياسين  ساسي